# Aeonium gorgoneum
Espèce
Aeonium gorgoneum est une espèce de plantes à fleurs de la famille des Crassulaceae. C'est une espèce endémique du Cap-Vert, que l'on trouve sur les îles de Santo Antão, São Vicente et São Nicolau.
Localement elle est connue sous le nom de « salão ».
C'est une espèce de plantes médicinales utilisée pour traiter la toux et la bronchite.

## Numismatique

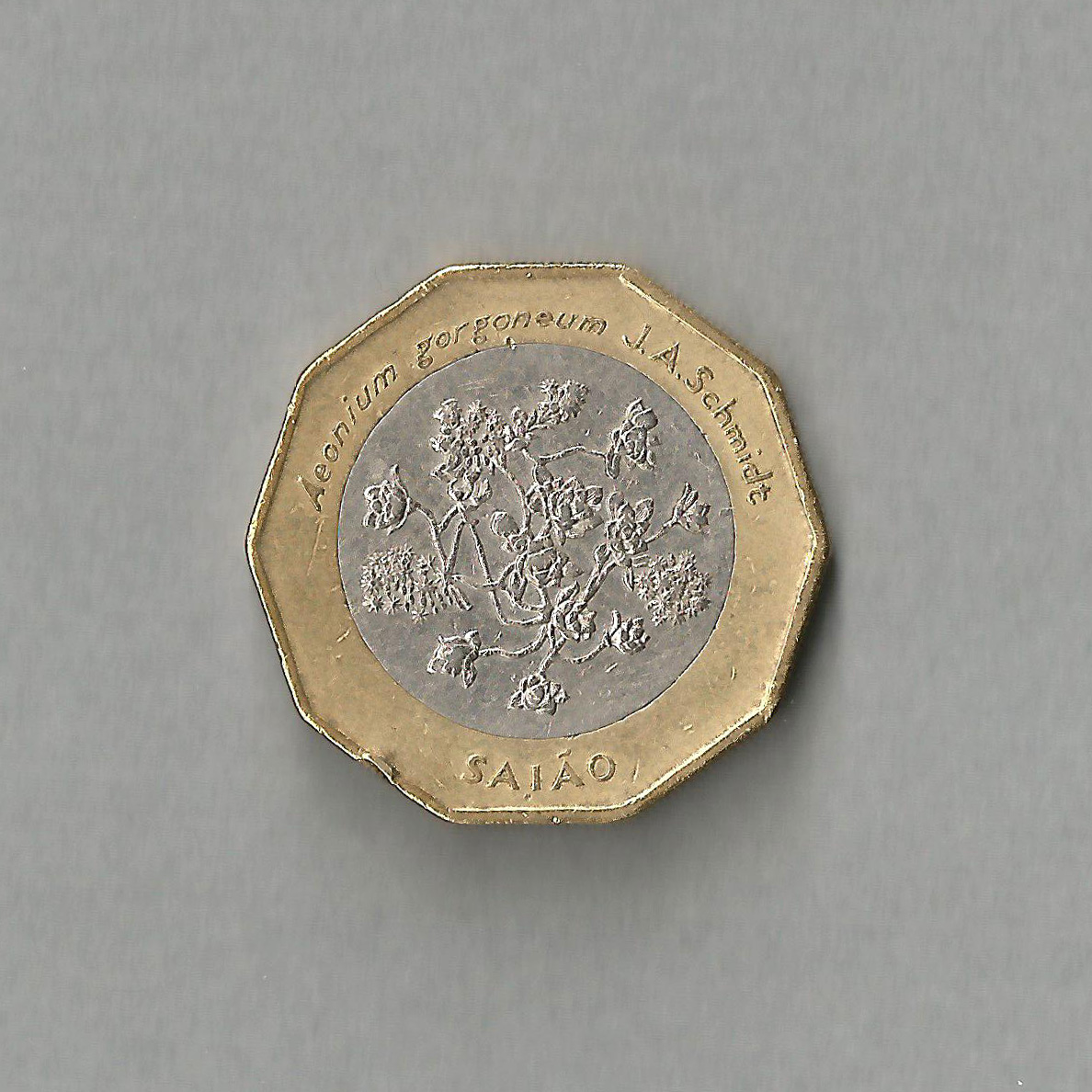
Pièce de 100 escudos.

Aeonium gorgoneum figure sur la pièce de 100 escudos frappée par le Cap-Vert en 1994.

## Philatélie
Aeonium gorgoneum est reproduite sur un timbre émis par le Cap-Vert en 2002.